# Vitry-en-Artois
Vitry-en-Artois là một xã ở tỉnh Pas-de-Calais, vùng Hauts-de-France của Pháp.

## Địa lý
Vitry-en-Artois có cự ly khoảng 12 dặm (19,3 km) về phía đông bắc Arras, tại giao lộ của các tuyến đường N50, D39 và đường D42. Sông Scarpe chảy qua thị trấn.

## Dân số
| 1962                                                         | 1968 | 1975 | 1982 | 1990 | 1999 | 2006 |
| ------------------------------------------------------------ | ---- | ---- | ---- | ---- | ---- | ---- |
| 3389                                                         | 3593 | 4748 | 4738 | 4732 | 4606 | 4441 |
| Số liệu điều tra dân số từ năm 1962: Dân số không tính trùng |      |      |      |      |      |      |

## Địa điểm nổi bật
- Nhà thờ St.Martin, xây lại sau đệ nhất thế chiến.